# Remilly-Wirquin
Remilly-Wirquin és un municipi francès situat al departament del Pas de Calais i a la regió dels Alts de França. L'any 2007 tenia 353 habitants.

## Demografia

### Població
El 2007 la població de fet de Remilly-Wirquin era de 353 persones. Hi havia 139 famílies de les quals 41 eren unipersonals (8 homes vivint sols i 33 dones vivint soles), 41 parelles sense fills, 49 parelles amb fills i 8 famílies monoparentals amb fills.
La població ha evolucionat segons el següent gràfic:
Habitants censats

### Habitatges
El 2007 hi havia 180 habitatges, 144 eren l'habitatge principal de la família, 33 eren segones residències i 3 estaven desocupats. Tots els 150 habitatges eren cases. Dels 144 habitatges principals, 119 estaven ocupats pels seus propietaris i 25 estaven llogats i ocupats pels llogaters; 6 tenien dues cambres, 22 en tenien tres, 43 en tenien quatre i 73 en tenien cinc o més. 115 habitatges disposaven pel capbaix d'una plaça de pàrquing. A 55 habitatges hi havia un automòbil i a 73 n'hi havia dos o més.

### Piràmide de població
La piràmide de població per edats i sexe el 2009 era:
| Homes | Edats   | Dones |
| ----- | ------- | ----- |
| 0     | 95 o +  | 0     |
| 0     | 90 a 94 | 0     |
| 0     | 85 a 89 | 4     |
| 0     | 80 a 84 | 0     |
| 4     | 75 a 79 | 4     |
| 12    | 70 a 74 | 20    |
| 8     | 65 a 69 | 0     |
| 0     | 60 a 64 | 8     |
| 16    | 55 a 59 | 4     |
| 16    | 50 a 54 | 8     |
| 20    | 45 a 49 | 8     |
| 12    | 40 a 44 | 24    |
| 12    | 35 a 39 | 4     |
| 4     | 30 a 34 | 16    |
| 12    | 25 a 29 | 8     |
| 8     | 20 a 24 | 20    |
| 24    | 15 a 19 | 8     |
| 12    | 10 a 14 | 12    |
| 12    | 5 a 9   | 4     |
| 4     | 0 a 4   | 4     |

## Economia
El 2007 la població en edat de treballar era de 241 persones, 168 eren actives i 73 eren inactives. De les 168 persones actives 154 estaven ocupades (84 homes i 70 dones) i 13 estaven aturades (7 homes i 6 dones). De les 73 persones inactives 19 estaven jubilades, 28 estaven estudiant i 26 estaven classificades com a «altres inactius».

### Ingressos
El 2009 a Remilly-Wirquin hi havia 135 unitats fiscals que integraven 335 persones, la mediana anual d'ingressos fiscals per persona era de 16.337 €.

### Activitats econòmiques
Dels 7 establiments que hi havia el 2007, 1 era d'una empresa extractiva, 1 d'una empresa alimentària, 1 d'una empresa de construcció, 1 d'una empresa de comerç i reparació d'automòbils, 2 d'empreses d'hostatgeria i restauració i 1 d'una empresa immobiliària.
Dels 3 establiments de servei als particulars que hi havia el 2009, 1 era una fusteria, 1 restaurant i 1 agència immobiliària.
L'únic establiment comercial que hi havia el 2009 era una botiga de menys de 120 m².
L'any 2000 a Remilly-Wirquin hi havia 3 explotacions agrícoles.

## Equipaments sanitaris i escolars
El 2009 hi havia una escola elemental integrada dins d'un grup escolar amb les comunes properes formant una escola dispersa.

## Poblacions més properes
El següent diagrama mostra les poblacions més properes.